# Atletica leggera ai Giochi della XIX Olimpiade - 100 metri piani femminili

Video della Finale (film ufficiale dei Giochi)

I 100 metri piani hanno fatto parte del programma femminile di atletica leggera ai Giochi della XIX Olimpiade. La competizione si è svolta nei giorni 14-15 ottobre 1968 allo Stadio Olimpico Universitario di Città del Messico.

## L'eccellenza mondiale
| Campionessa olimpica 1964                      | 11"4 | Wyomia Tyus                                | Presente  |
| Camp.ssa europea 1966                          | 11"5 | Ewa Kłobukowska                            | Rit. 1967 |
| Primatista stagionale Co-primatista stagionale | 11"1 | Wyomia Tyus L. Samotyosova Margaret Bailes | Presente  |
| Vincitrice dei Trials USA                      | 11"3 | Wyomia Tyus                                | Presente  |

## La gara
In batteria Wyomia Tyus fa subito vedere il suo grado di forma: 11"2 (11"21) con vento nullo. Nei Quarti le risponde la connazionale Ferrell con 11"1 (11"12), record mondiale eguagliato, ma considerato ventoso per una svista dei giudici.

In semifinale le due americane si affrontano a distanza. Nella prima la Ferrell viene superata dalla polacca Szewińska; invece nella seconda la Tyus prevale sull'australiana Boyle. Giunge solo quinta la co-primatista stagionale Samotyosova, che viene eliminata.
Ci si attende una lotta fino all'ultimo respiro tra americane, la Szewińska  e la Boyle. Dalla corsia 4 Margaret Bailes scatta anticipatamente ma non viene sanzionata dai giudici (giungerà quinta). Alla sua sinistra, in terza corsia, Wyomia Tyus va in progressione e la supera rapidamente. Solo Barbara Ferrell tiene il suo ritmo. Alla fine del rettilineo giunge prepotente dalla settima corsia Irena Szewińska che agguanta la terza posizione. Raelene Boyle è quarta per un centesimo.
La Tyus vince con il nuovo record mondiale, il primo 11" netti della storia. Le prime quattro classificate stabiliscono il proprio record personale.

## Risultati

### Turni eliminatori
| 6 Batterie         | 14 ottobre | 42 iscritte   | Si qualificano le prime 5. |
| 4 Quarti di finale | 14 ottobre | 8 + 8 + 7 + 7 | Si qualificano le prime 4. |
| 2 Semifinali       | 15 ottobre | 8 + 8         | Si qualificano le prime 4. |
| Finale             | 15 ottobre | 8 concorrenti |                            |

### Batterie
| Pos. | Atleta           | Nazione       | Tempo ufficiale | Tempo elettrico | Nota  |
| ---- | ---------------- | ------------- | --------------- | --------------- | ----- |
| 1    | Wyomia Tyus      | Stati Uniti   | 11"2            | 11"21           | [ 2 ] |
| 2    | Val Peat         | Gran Bretagna | 11"5            | 11"52           | Q     |
| 3    | Violeta Quesada  | Cuba          | 11"6            | 11"67           | Q     |
| 4    | Marijana Lubej   | Jugoslavia    | 11"6            | 11"68           | Q     |
| 5    | Debbie Miller    | Canada        | 11"7            | 11"71           | Q     |
| 6    | Sylviane Telliez | Francia       | 12"0            | 12"10           |       |
| 7    | Esperanza Girón  | Messico       | 12"2            | 12"30           |       |

| Pos. | Atleta           | Nazione     | Tempo ufficiale | Tempo elettrico | Nota  |
| ---- | ---------------- | ----------- | --------------- | --------------- | ----- |
| 1    | Margaret Bailes  | Stati Uniti | 11"2            | 11"30           | [ 2 ] |
| 2    | Irene Piotrowski | Canada      | 11"3            | 11"40           | Q     |
| 3    | Miguelina Cobián | Cuba        | 11"4            | 11"48           | Q     |
| 4    | Pam Kilborn      | Australia   | 11"6            | 11"62           | Q     |
| 5    | Gabrielle Meyer  | Francia     | 11"6            | 11"65           | Q     |
| 6    | Alicia Kaufmanas | Argentina   | 11"8            | 11"90           |       |
| 7    | Carmen Smith     | Giamaica    | 11"9            | 11"94           |       |

| Pos. | Atleta                | Nazione          | Tempo ufficiale | Tempo elettrico | Nota |
| ---- | --------------------- | ---------------- | --------------- | --------------- | ---- |
| 1    | Dianne Bowering       | Australia        | 11"5            | 11"53           | Q    |
| 2    | Fulgencia Romay       | Cuba             | 11"5            | 11"53           | Q    |
| 3    | Ljudmila Ignatëva     | Unione Sovietica | 11"5            | 11"57           | Q    |
| 4    | Anita Neil            | Gran Bretagna    | 11"6            | 11"70           | Q    |
| 5    | Oyeronke Akindele     | Nigeria          | 11"6            | 11"70           | Q    |
| 6    | Vilma Charlton        | Giamaica         | 11"7            | 11"71           |      |
| 7    | Ulla-Britt Wieslander | Svezia           | 11"8            | 11"86           |      |

| Pos. | Atleta          | Nazione        | Tempo ufficiale | Tempo elettrico | Nota |
| ---- | --------------- | -------------- | --------------- | --------------- | ---- |
| 1    | Irena Szewińska | Polonia        | 11"3            | 11"32           | Q    |
| 2    | Raelene Boyle   | Australia      | 11"4            | 11"44           | Q    |
| 3    | Chi Cheng       | Taiwan         | 11"4            | 11"45           | Q    |
| 4    | Della James     | Gran Bretagna  | 11"7            | 11"78           | Q    |
| 5    | Karin Reichert  | Germania Ovest | 11"9            | 11"95           | Q    |
| 6    | Mária Kiss      | Ungheria       | 12"0            | 12"10           |      |
| -    | Lydia Stephens  | Kenya          |                 |                 | Rit. |

| Pos. | Atleta              | Nazione          | Tempo ufficiale | Tempo elettrico | Nota |
| ---- | ------------------- | ---------------- | --------------- | --------------- | ---- |
| 1    | Eva Lehocká         | Cecoslovacchia   | 11"6            | 11"62           | Q    |
| 2    | Renate Meyer        | Germania Ovest   | 11"7            | 11"71           | Q    |
| 3    | Lyudmila Golomazova | Unione Sovietica | 11"7            | 11"74           | Q    |
| 4    | Truus Hennipman     | Paesi Bassi      | 11"7            | 11"76           | Q    |
| 5    | Stephanie Berto     | Canada           | 11"8            | 11"81           | Q    |
| 6    | Margit Markó        | Ungheria         | 11"9            | 12"00           |      |
| 7    | Josefa Vicent       | Uruguay          | 12"5            | 12"53           |      |

| Pos. | Atleta             | Nazione          | Tempo ufficiale | Tempo elettrico | Nota  |
| ---- | ------------------ | ---------------- | --------------- | --------------- | ----- |
| 1    | Barbara Ferrell    | Stati Uniti      | 11"2            | 11"28           | [ 2 ] |
| 2    | Ljudmila Maslakova | Unione Sovietica | 11"5            | 11"54           | Q     |
| 3    | Wilma van den Berg | Paesi Bassi      | 11"5            | 11"60           | Q     |
| 4    | Olajumoke Bodunrin | Nigeria          | 11"6            | 11"71           | Q     |
| 5    | Györgyi Balogh     | Ungheria         | 11"8            | 11"80           | Q     |
| 6    | Halina Górecka     | Germania Ovest   | 11"8            | 11"88           |       |
| 7    | Cecilia Sosa       | El Salvador      | 13"7            | 13"76           |       |

### Quarti di finale
| Pos. | Atleta             | Nazione          | Tempo ufficiale | Tempo elettrico | Nota            |
| ---- | ------------------ | ---------------- | --------------- | --------------- | --------------- |
| 1    | Barbara Ferrell    | Stati Uniti      | 11"1            | 11"12           | Record olimpico |
| 2    | Eva Lehocká        | Cecoslovacchia   | 11"2            | 11"29           | Q               |
| 3    | Della James        | Gran Bretagna    | 11"3            | 11"36           | Q               |
| 4    | Miguelina Cobián   | Cuba             | 11"4            | 11"41           | Q               |
| 5    | Ljudmila Maslakova | Unione Sovietica | 11"4            | 11"43           |                 |
| 6    | Pam Kilborn        | Australia        | 11"4            | 11"50           |                 |
| 7    | Truus Hennipman    | Paesi Bassi      | 11"5            | 11"59           |                 |
| 8    | Karin Reichert     | Germania Ovest   | 11"6            | 11"70           |                 |

| Pos. | Atleta              | Nazione          | Tempo ufficiale | Tempo elettrico | Nota |
| ---- | ------------------- | ---------------- | --------------- | --------------- | ---- |
| 1    | Wyomia Tyus         | Stati Uniti      | 11"0            | 11"08           | Q    |
| 2    | Chi Cheng           | Taiwan           | 11"3            | 11"31           | Q    |
| 3    | Wilma van den Berg  | Paesi Bassi      | 11"4            | 11"45           | Q    |
| 4    | Lyudmila Golomazova | Unione Sovietica | 11"5            | 11"54           | Q    |
| 5    | Marijana Lubej      | Jugoslavia       | 11"6            | 11"61           |      |
| 6    | Anita Neil          | Gran Bretagna    | 11"6            | 11"61           |      |
| 7    | Debbie Miller       | Canada           | 11"6            | 11"64           |      |
| -    | Olajumoke Bodunrin  | Nigeria          |                 |                 | NP   |

| Pos. | Atleta            | Nazione          | Tempo ufficiale | Tempo elettrico | Nota |
| ---- | ----------------- | ---------------- | --------------- | --------------- | ---- |
| 1    | Raelene Boyle     | Australia        | 11"2            | 11"29           | Q    |
| 2    | Margaret Bailes   | Stati Uniti      | 11"3            | 11"34           | Q    |
| 3    | Val Peat          | Gran Bretagna    | 11"3            | 11"39           | Q    |
| 4    | Ljudmila Ignatëva | Unione Sovietica | 11"4            | 11"45           | Q    |
| 5    | Violeta Quesada   | Cuba             | 11"6            | 11"65           |      |
| 6    | Renate Meyer      | Germania Ovest   | 11"6            | 11"67           |      |
| 7    | Oyeronke Akindele | Nigeria          | 11"7            | 11"75           |      |

| Pos. | Atleta           | Nazione   | Tempo ufficiale | Tempo elettrico | Nota  |
| ---- | ---------------- | --------- | --------------- | --------------- | ----- |
| 1    | Irena Szewińska  | Polonia   | 11"1            | 11"20           | [ 2 ] |
| 2    | Dianne Bowering  | Australia | 11"3            | 11"33           | Q     |
| 3    | Irene Piotrowski | Canada    | 11"3            | 11"41           | Q     |
| 4    | Fulgencia Romay  | Cuba      | 11"4            | 11"47           | Q     |
| 5    | Gabrielle Meyer  | Francia   | 11"6            | 11"69           |       |
| 6    | Györgyi Balogh   | Ungheria  | 11"7            | 11"78           |       |
| -    | Stephanie Berto  | Canada    |                 |                 | NP    |

### Semifinali
| Pos. | Atleta              | Nazione          | Tempo ufficiale | Tempo elettrico | Nota |
| ---- | ------------------- | ---------------- | --------------- | --------------- | ---- |
| 1    | Irena Szewińska     | Polonia          | 11"3            | 11"30           | Q    |
| 2    | Barbara Ferrell     | Stati Uniti      | 11"3            | 11"37           | Q    |
| 3    | Dianne Bowering     | Australia        | 11"4            | 11"46           | Q    |
| 4    | Chi Cheng           | Taiwan           | 11"4            | 11"49           | Q    |
| 5    | Fulgencia Romay     | Cuba             | 11"5            | 11"52           |      |
| 6    | Irene Piotrowski    | Canada           | 11"5            | 11"55           |      |
| 7    | Della James         | Gran Bretagna    | 11"6            | 11"68           |      |
| 8    | Lyudmila Golomazova | Unione Sovietica | 11"7            | 11"71           |      |

| Pos. | Atleta             | Nazione          | Tempo ufficiale | Tempo elettrico | Nota |
| ---- | ------------------ | ---------------- | --------------- | --------------- | ---- |
| 1    | Wyomia Tyus        | Stati Uniti      | 11"3            | 11"35           | Q    |
| 2    | Raelene Boyle      | Australia        | 11"4            | 11"41           | Q    |
| 3    | Margaret Bailes    | Stati Uniti      | 11"5            | 11"53           | Q    |
| 4    | Miguelina Cobián   | Cuba             | 11"6            | 11"63           | Q    |
| 5    | Ljudmila Ignatëva  | Unione Sovietica | 11"6            | 11"67           |      |
| 6    | Eva Lehocká        | Cecoslovacchia   | 11"7            | 11"80           |      |
| 7    | Wilma van den Berg | Paesi Bassi      | 11"8            | 11"81           |      |
| 8    | Val Peat           | Gran Bretagna    | 11"8            | 11"81           |      |

### Finale
| Pos.    | Corsia | Atleta           | Età | Nazione     | Tempo ufficiale | Tempo elettrico | Nota                              |
| ------- | ------ | ---------------- | --- | ----------- | --------------- | --------------- | --------------------------------- |
| Oro     | 3      | Wyomia Tyus      | 23  | Stati Uniti | 11"0            | 11"08           | Record mondiale · Record olimpico |
| Argento | 5      | Barbara Ferrell  | 21  | Stati Uniti | 11"1            | 11"15           |                                   |
| Bronzo  | 7      | Irena Szewińska  | 22  | Polonia     | 11"1            | 11"19           |                                   |
| 4       | 2      | Raelene Boyle    | 17  | Australia   | 11"1            | 11"20           |                                   |
| 5       | 4      | Margaret Bailes  | 17  | Stati Uniti | 11"3            | 11"37           |                                   |
| 6       | 8      | Dianne Bowering  | 25  | Australia   | 11"4            | 11"44           |                                   |
| 7       | 1      | Chi Cheng        | 24  | Taiwan      | 11"5            | 11"53           |                                   |
| 8       | 6      | Miguelina Cobián | 26  | Cuba        | 11"6            | 11"61           |                                   |